# 러브 그루
《러브 그루》(The Love Guru)는 미국에서 제작된 마코 슈나벨 감독의 2008년 코미디 영화이다. 마코 슈나벨 감독의 감독 데뷔 작품이다. 마이크 마이어스 등이 주연으로 출연하였고 마이크 마이어스 등이 제작에 참여하였다.

## 출연

### 주연
- 마이크 마이어스
- 제시카 알바

### 조연
- 저스틴 팀버레이크
- 디팩 초프라
- 제시카 심슨
- 카니예 웨스트
- 롭 블레이크
- 로마니 말코
- 베른 트로이어
- 메건 굿
- 마누 나라얀
- 존 올리버
- 스티븐 콜베어
- 짐 개피건
- 벤 킹슬리
- 오미드 다릴리
- 텔마 홉킨스
- 다니엘 토쉬
- 롭 휴벨
- 로버트 코엔
- 린다 캐쉬
- 밥 베인보로
- 슈레시 존
- 트레버 하인즈
- 숀 컬렌
- 마이크 너그 나갱
- 맷 바램
- 보이드 뱅스
- 사만다 비
- 게리 로빈스
- 미쉘 마셜

## 기타
- 미술: 찰스 우드
- 의상: 카렌 패치
- 배역: 캐슬린 초핀
- 배역: 로빈 D. 쿡